# Tour de Gatineau
Le Tour de Gatineau (nommé Grand Prix cycliste de Gatineau jusqu'en 2019) est une course cycliste féminine qui se tient au Canada tous les ans, généralement au mois de mai.
La course figure sur le programme officiel de l'UCI, depuis sa création en 2010. Elle est courue sous forme d'une course d'un jour classée en 1.1. Généralement la veille, un contre-la-montre individuel est organisé au même lieu. Il est nommé Chrono Gatineau. Les deux courses ont lieu dans la ville éponyme qui se situe directement à côté d'Ottawa.

## Palmarès
| Année | Vainqueur           | Deuxième           | Troisième               |                  |
| ----- | ------------------- | ------------------ | ----------------------- | ---------------- |
| 2010  | Joëlle Numainville  | Joanne Kiesanowski | Modesta Vžesniauskaitė  |                  |
| 2011  | Giorgia Bronzini    | Joëlle Numainville | Theresa Cliff-Ryan      |                  |
| 2012  | Ina-Yoko Teutenberg | Rochelle Gilmore   | Alona Andruk            |                  |
| 2013  | Shelley Olds        | Joëlle Numainville | Katarzyna Pawłowska     |                  |
| 2014  | Denise Ramsden      | Flávia Oliveira    | Jasmin Duehring         |                  |
| 2015  | Kirsten Wild        | Joëlle Numainville | Christine Majerus       |                  |
| 2016  | Kimberley Wells     | Joëlle Numainville | Leah Kirchmann          |                  |
| 2017  | Leah Kirchmann      | Kirsti Lay         | Kendall Ryan            |                  |
| 2018  | Lauren Hall         | Alison Jackson     | Sara Bergen             |                  |
| 2019  | Leah Kirchmann      | Allison Beveridge  | Kristabel Doebel-Hickok |                  |
| 2020  | annulé/abandonné    | annulé/abandonné   | annulé/abandonné        | annulé/abandonné |
| 2021  | annulé/abandonné    | annulé/abandonné   | annulé/abandonné        | annulé/abandonné |
| 2022  | annulé/abandonné    | annulé/abandonné   | annulé/abandonné        | annulé/abandonné |
| 2023  | Megan Jastrab       | Alison Jackson     | Skylar Schneider        |                  |
| 2024  | Letizia Paternoster | Marlies Mejías     | Sarah Van Dam           |                  |
| 2025  |                     |                    |                         |                  |